# Жилино-2
Жилино-2 (на руски: Жилино-2) е село в Люберецки район, Московска област, Русия. Населението му според преброяването през 2010 г. е 299 души.

## География

### Разположение
Жилино-2 е разположено в централната част на Европейска Русия, покрай река Пехорка.

### Климат
Климатът на Жилино-2 е умереноконтинентален (Dfb по Кьопен) с горещо и сравнително влажно лято и дълга студена зима.